# Uhlandstraße 71 und 73 (Heilbronn)

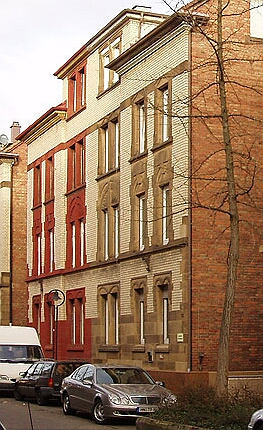
Doppelhaus Uhlandstraße 71 und 73

Das Doppelhaus Uhlandstraße 71 und 73 in Heilbronn ist ein denkmalgeschütztes Haus, das 1906/07 nach Plänen des Bauwerkmeisters Carl Mödinger für den Zimmermeister K. Klenk und den Wirt H. Creyaufmüller errichtet wurde.

## Lage
Das späthistoristische Wohnhaus liegt an der Uhlandstraße, einer der Nord-Süd-Achsen des historischen Industrie- und Arbeiterwohngebiets am Südrand der Altstadt zu Heilbronn.

## Geschichte
1950 gehörte Nr. 71 den Erben von Gottfried Setzer, Nr. 73 Hermann Unrath. Im ersten Stock von Nr. 73 lebte und arbeitete damals der Architekt Karl Mogler. 1961 gehörte die Haushälfte Nr. 71 Otto Setzer, der in der Bismarckstraße wohnte. Nr. 73 war weiterhin im Besitz von Hermann Unrath, aber Architekt Mogler war ausgezogen.

## Beschreibung
Die Denkmaltopographie erwähnt insbesondere das farbige und kontrastreiche Mauerwerk und die flächenbetonte geometrische Dekoration der Vertikalen bei der Gestaltung der Fassade.